# 岸岡真也
岸岡　真也（きしおか しんや ）は、日本の化学者。現在群馬大学教育学部准教授。専門は無機化学・分析化学。

## 来歴・人物
- 1998年3月 東京工業大学総合理工学研究科電子化学専攻
- 1998年4月 - 1999年11月 科学技術振興事業団研究員
- 1999年12月  長岡技術科学大学工学研究科化学系助手
- 2009年11月 -  群馬大学教育学部准教授

## 専門分野
無機化学
- 物理化学
- 分析化学
- 機能物質化学

## 著書・論文

### 論文
- 『Spectro electrochemical detection of an intermediate in the alcohol oxidation process with a nitroxyl radical』　（Chemistry Letters、1998年）
- 『Reaction mechanism and kinetics of alcohol oxidation at nitroxyl radical modified electrodes』　（Journal of Electroanalytical Chemistry、1998年）
- 『Analysis of gasdissolution process into liquid phase under magnetic field gradient』　（Physical Chemistry Chemical Physics、2000年）

## 所属学会
- 電気化学会
- 日本化学会
- 日本分析化学会
- アメリカ化学会
- 国際電気化学会